# Gazni
Gazni (darijsko غزنی, paštunsko غزني), zgodovinsko znan kot Gaznajn (غزنين) ali Gazna (غزنه), prečrkovan tudi kot Guznee in starodavno znan kot Aleksandrija v Opiani (grško Αλεξάνδρεια Ωπιανή), je mesto v jugovzhodnem Afganistanu s približno 190.000 prebivalci. Mesto je na strateški lokaciji ob cesti 1, ki je tisočletja služila kot glavna cesta med Kabulom in Kandaharjem. Mesto leži na planoti na 2219 metrih nadmorske višine, 150 kilometrov južno od Kabula in je glavno mesto province Gazni. Ime Gazni izhaja iz perzijske besede ganj, kar pomeni 'zaklad'.
Citadela Gazni, minareti Gaznija, palača sultana Masuda III. in številna druga kulturna dediščina so v mesto stoletja privabljala popotnike in arheologe. V predislamskem obdobju so območje poseljevala različna plemena, ki so izpovedovala različne religije, vključno zaratustrstvo, budizem in hinduizem.[5][6] Arabski muslimani so v Gazni v 7. stoletju predstavili islam, v 9. stoletju pa so jim sledili Safaridi. Sabuktigin je Gazni v 10. stoletju naredil za prestolnico Gaznavidskega imperija. Mesto je uničil eden od guridskih vladarjev, a so ga pozneje obnovili. Padel je v roke več regionalnih sil, vključno s Timuridi in Delhijskim sultanatom, dokler ni postal del dinastije Hotaki, ki ji je sledilo Durranijsko cesarstvo ali sodobni Afganistan. Med prvo anglo-afganistansko vojno v 19. stoletju so britanske indijanske sile delno porušile utrdbe Gaznija.
Avgusta 2018 je mesto postalo prizorišče bitke za Gazni, ki so ga talibani za kratek čas zavzeli in prevzeli nadzor nad večino okolice. 12. avgusta 2021 so mesto zavzeli talibani v okviru talibanske ofenzive leta 2021.
Leta 2013 je ISESCO razglasil Gazni za letošnjo islamsko prestolnico kulture.

## Zgodovina
Mesto je bilo ustanovljeno nekoč v antiki kot majhno trško mesto. Morda je to Gazaca (Gázaca ali Gāzaca), ki jo omenja Ptolemaj, čeprav jo je morda povezal z mestom Ganzak (ali Gazaka) v Iranu.
V 6. stoletju pred našim štetjem ga je osvojil ahemenidski kralj Kir II. in ga vključil v Ahemenidsko cesarstvo. Mesto je bilo pozneje vključeno v cesarstvo Aleksandra Velikega leta 329 pred našim štetjem in imenovano Aleksandrija v Opiani. Starodavna zgodovina Bhati Rajputov namiguje na tradicijo, v kateri trdijo, da so postavili utrdbo in mesto Gazni. Do 7. stoletja našega štetja je bilo območje glavno središče budizma. Leta 644 je kitajski romar Šuandzang obiskal mesto z imenom Jaguda - kar je bilo skoraj zagotovo sodobno ime poznejšega Gaznija.
Leta 683 so arabske vojske v to regijo prinesle islam. Od leta 680 do 870 so bili na tem območju Zunbili prisotni in so včasih imeli glavno mesto v Gazniju. Jakub Saffari iz Zaranja je osvojil Zunbile v poznem 9. stoletju. Safaridi so nekdanjo dinastijo Lawik zmanjšali na status tributarjev. Leta 962 je turški suženjski poveljnik Samanidskega imperija, Alp-Tegin, napadel mesto in štiri mesece oblegal citadelo Gazni ter mesto iztrgal Abu Bakru Lawiku. Okoli leta 965 je Abu Bakr Lawik ponovno zavzel Gazni iz rok Alp-Teginovega sina Abu Išaka Ibrahima in ga prisilil, da je pobegnil v Buharo. Vendar to ni trajalo dolgo, ker se je Abu Išak Ibrahim kmalu vrnil v mesto s pomočjo Samanida in ponovno prevzel nadzor nad mestom. Skoraj dvesto let (977–1163) je bilo mesto bleščeča prestolnica Gaznavidskega cesarstva, ki je obsegalo velik del današnjega Afganistana, Turkmenistana, Pakistana, Vzhodnega Irana in Radžastana. Gaznavidi so prenesli islam v Indijo in se vrnili z bajnim bogastvom, naropanim iz hindujskih templjev. Čeprav je mesto leta 1151 oplenil Ghorid Ala'uddin, je leta 1173 postalo njihova sekundarna prestolnica in nato ponovno zacvetelo. Med letoma 1215 in 1221 je Gazniju vladal Hvarezmski imperij, v tem času pa so ga uničile mongolske vojske Džingiskanovega sina Ögedej Kana.
V prvih desetletjih 11. stoletja je bil Gazni najpomembnejše središče perzijske literature. To je bil rezultat kulturne politike sultana Mahmuda (vladal 998–1030), ki je okoli svojega prestola zbral krog učenjakov, filozofov in pesnikov v podporo svoji zahtevi po kraljevskem statusu v Iranu.
Znani maroški popotni učenjak Ibn Batuta je ob obisku Gaznija leta 1333 zapisal:
»Od tam smo odpotovali v Parvan, kjer sem srečal emirja Buruntajha. Lepo je ravnal z mano in pisal svojim predstavnikom v Gazni ter jim naročil, naj mi izkažejo čast. Nadaljevali smo do vasi Čarkh [Čarikar], zdaj je bilo poletje, in od tam do mesta Gazni. To je mesto slavnega bojevnika-sultana Mahmuda ibn Sabuktagina, enega največjih vladarjev, ki so pogosto vpadli v Indijo in tam zavzeli mesta in trdnjave. Njegov grob je v tem mestu in na vrhu je hospic. Večji del mesta je ostal v ruševinah, čeprav je nekoč bil veliko mesto. Ima izredno hladno podnebje in prebivalci se iz njega v hladni sezoni preselijo v Kandahar, veliko in uspešno mesto, ki je oddaljeno tri noči vožnje od Gaznija, vendar ga nisem obiskal.«— Ibn Battuta, 1304–1369
Timurjev vnuk, Pir Muhammad bin Džinhangir, je leta 1401 postal guverner Gaznija (skupaj s Kabulom in Kandaharjem). Babur je regijo osvojil leta 1504 in je osebno menil, da je Gazni 'zlobno mesto' in je razmišljal,  kateri od knezov v regiji bi bil njihov sedež vlade. Gazni je ostal pod mogulskim nadzorom do leta 1738, ko je iranski vladar Nader Šah napadel območje. Po smrti Nader Šaha je Gazni postal del Durranijskega imperija.
Mesto Gazni je znano po svojih minaretih Gazni, zgrajenih v obliki zvezde. Izvirajo iz sredine 12. stoletja in so ohranjeni elementi mošeje Bahramšah. Njihove stranice so okrašene z zapletenimi geometrijskimi vzorci. Nekateri zgornji deli minaretov so bili poškodovani ali uničeni. Najpomembnejši mavzolej v mestu Gazni je mavzolej sultana Mahmuda. Druge so grobnice pesnikov in znanstvenikov, kot je grobnica Al-Birunija. Edine ruševine v starem Gazniju, ki ohranjajo videz arhitekturne oblike, sta dva stolpa, visoka približno 43 m in 365 m narazen. Glede na napise sta stolpa zgradila Mahmud iz Gaznija in njegov sin. Več kot osem stoletij so spomeniki »Stolpi zmage« največjemu afganistanskemu imperiju preživeli vojne in invazije, dva minareta v barvi karamele, okrašena s ploščicami iz terakote, sta bila postavljena v začetku 12. stoletja kot spomenika zmagam Afganistana vojske, ki so zgradile imperij. V času, ko so Guridi dokončali odstranitev Gaznavidov iz Gaznija, je bilo mesto kulturno središče vzhodnega islamskega sveta.
Budistično mesto v Gazniju je znano kot Tepe Sardar in je sestavljeno iz stupe na vrhu hriba, obdane z vrsto manjših stup. V bližini so med poznimi 1960-imi in zgodnjimi 1970-imi izkopali 18-metrskega dolgega Parinirjana (ležečega) Budo. Domneva se, da je bil zgrajen v 8. stoletju našega štetja kot del samostanskega kompleksa. V 1980-ih so zgradili zavetje iz blatne opeke, da bi zaščitili skulpturo, vendar so bili leseni nosilci ukradeni za kurjavo in zavetje se je delno porušilo. Leta 2001 so talibani razstrelili Budo, saj so menili, da je malikovalstvo.
Med prvo anglo-afganistansko vojno so mesto 23. julija 1839 zavzele britanske sile v bitki pri Gazniju. Državljanska vojna v Afganistanu in nenehni konflikt med talibani in Severnim zavezništvom v 1990-ih sta ogrozila Gaznijeve relikvije. Strateški položaj Gaznija, tako gospodarski kot vojaški, je zagotovil njegovo oživitev, čeprav brez bleščeče nekdanje veličine. Skozi stoletja je mesto vidno veljalo kot nadvse pomemben ključ do posesti Kabula.
Po invaziji ZDA na Afganistan leta 2001 so oborožene sile Združenih držav zgradile oporišče v Gazniju. Sodelovali so pri projektih obnove in zaščiti lokalnega prebivalstva pred talibanskimi uporniki. Medtem so usposabljali tudi afganistansko lokalno policijo (ALP), afganistansko nacionalno policijo (ANP) in afganistansko nacionalno vojsko (ANA). Leta 2010 so Združene države ustanovile Lincoln Learning Center. Učni centri Lincoln v Afganistanu so služili kot programske platforme, ki so ponujale tečaje angleškega jezika, knjižnične prostore, prostore za programiranje, internetno povezljivost, izobraževalne in druge svetovalne storitve. Cilj programa je bil doseči vsaj 4000 afganistanskih državljanov na mesec na posamezno lokacijo.
10. avgusta 2018 so mesto med bitko pri Gazniju napadli talibani. V podporo afganistanski policiji in vladnim silam je bilo izvedenih na desetine zračnih napadov, pri čemer je bilo ubitih na stotine afganistanskih vojakov, policistov in talibanskih upornikov ter na desetine civilistov. Talibani so poleg uničenja in človeškega trpljenja, ki so ga povzročili spopadi, požgali tudi številne stavbe v mestu.
18. maja 2020 je samomorilski napadalec humvee, povezan s talibani, ubil devet pripadnikov afganistanskega obveščevalnega osebja in ranil 40 drugih v enoti nacionalnega direktorata za varnost (NDS) v Gazniju, poškodoval pa je tudi bližnji islamski kulturni center.
Gazni je bila deseta provinčna prestolnica Afganistana, ki so jo talibani zavzeli v okviru talibanske ofenzive leta 2021.

## Zanimivosti
- Citadela Gazni
- Minareti Gaznija
- Palača sultana Masuda III.
- Grobnica Sebuktigina
- Mavzolej sultana Mahmuda
- Mavzolej Sanai
- Muzej islamske umetnosti
- Izkopavanja Tepe Sardar
- Grobnica Al-Birunija